# 罗卡马杜尔
罗卡马杜尔（法語：Rocamadour，法語發音：[ʁɔkamaduʁ]）是法国洛特省的一个市镇，位于该省东北部，属于古尔东区。罗卡马杜尔因其特殊的山城结构和所产的奶酪而闻名。

## 地理
罗卡马杜尔（44°47'58"N, 1°37'4"E）面积49.42 平方千米，位于法国奧克西塔尼大區洛特省，该省份为法国西南部内陆省份，北起顺时针与科雷兹省、康塔爾省、阿韦龙省、塔恩-加龙省、洛特-加龍省和多尔多涅省接壤。
与罗卡马杜尔接壤的市镇（或旧市镇、城区）包括：阿尔维尼亚克、卡莱斯、库祖、格拉马、拉卡沃、梅罗讷、蒙瓦朗、里尼亚克。

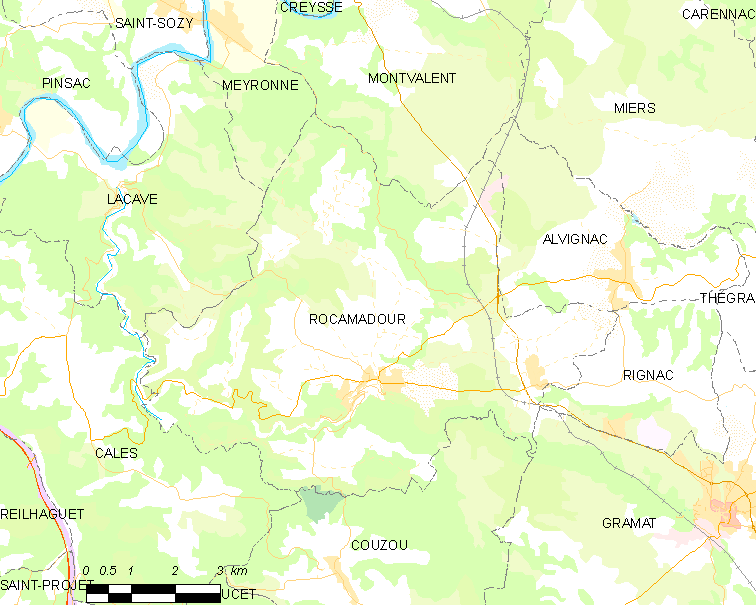
罗卡马杜尔的OSM定位图

罗卡马杜尔的时区为UTC+01:00、UTC+02:00（夏令时）。

## 行政
罗卡马杜尔的邮政编码为46500，INSEE市镇编码为46240。

## 政治
罗卡马杜尔所属的省级选区为格拉马县。

## 人口

1962-2008年间罗卡马杜尔人口变化图示

罗卡马杜尔于2022年1月1日时的人口数量为604人。